# Allison V-1710
Allison V-1710 je bil ameriški 12-valjni prisilno polnjeni tekočinsko hlajeni 60° V-motor, ki se je uporabljal na številnih ameriških letalih iz 2. svetovne vojne. Skupno so zgradili več kot 70 000 motorjev. 

## Uporaba
- Bell FM-1 Airacuda
- Bell FL Airabonita
- Bell P-39 Airacobra
- Bell P-63 Kingcobra
- Boeing XB-38 Flying Fortress
- Curtiss P-40 Warhawk
- Curtiss-Wright XP-55 Ascender
- Curtiss XP-60A
- Curtiss YP-37
- Douglas XB-42 Mixmaster
- Douglas DC-8
- Lockheed P-38 Lightning
- North American A-36 Apache
- North American F-82 Twin Mustang
- North American P-51 Mustang
- T29 Heavy Tank (trial)

## Specifkacije (V-1710-F30R / -111)
- Tip: 12-valjni prisilno polnjeni tekočinsko hlajeni 60° V-motor
- Premer valja: 140 mm
- Hod bata: 152 mm
- Delovna prostornina: 28,02 L
- Dolžina: 2184 mm
- Širina: 744 mm
- Višina: 955 mm
- Teža: 633 kg
- Frontalni presek: 0,6 m2

- Polnilnik: enostopenjski centrifugalni mehansko gnani polnilnik in General Electric turbopolnilnik z vmesnim hladilnikom
- Gorivni sistem: 1 x Stromberg PD-12K8 vplinjač z avtomatskim nastavljanjem mešanice
- Gorivo: 100/130 oktanski bencin
- Oljni sistem: tlak: 60–70 psi (414–483 kPa), en tlačna in dve sesalni črpalki
- Hlajenje: tekočibsko, 70% voda in 30% etilen glikol
- Zaganjač: Jack & Heinz JH-5L
- Vžig: 1 x R.B. Bendix-Scintilla DFLN-5 dvojniual vžigalni magnet, 2 x vžigalni svečki na cilinder

- Moč:
- Vzlet: 1500 KM (1119 kW) pri 3000 obratih/min in 56,5 inHg (190 kPa) vstopnem tlaku (manifold pressure)
- Vojaška moč: 1500 KM (1119 kW) pri 3000 obratih/min na višinit 30000 ft (9144 m)
- Normalna moč: 1100 KM (820 kW) pri 2600 obratih/min na višini  30000 ft (9144 m)
- Med križarjenje: 800 KM (597 kW) pri 2300 obratih/min na višini 30000 ft (9144 m)
- Specifična moč: 39,3 kW/L
- Kompresijsko razmerje: 6,65:1
- Poraba olja: 0,025 lb/KM/hr (0,01475 kg/kW/hr)
- Razmerje moč/teža: 1,05 KM/lb (1,76 kW/kg)